# آرالیا کرداتا
آرالیا کرداتا (نام علمی: Aralia cordata) نام یک گونه از تیره عشقه‌ایان است.